# New Norway
New Norway ist ein Weiler (englisch Hamlet) in Alberta, Kanada. Die erste namentliche Erwähnung New Norways erfolgte 1895 und die offizielle Gründung dann 1909. Das Dorf liegt etwa 100 km südwestlich der Provinzhauptstadt Edmonton. Als – für kanadische Verhältnisse – relativ großer Ort verfügt New Norway über eine Grund- und eine weiterführende Schule, ein Feuerwehrhaus und Verwaltungseinrichtungen.

## Geschichte

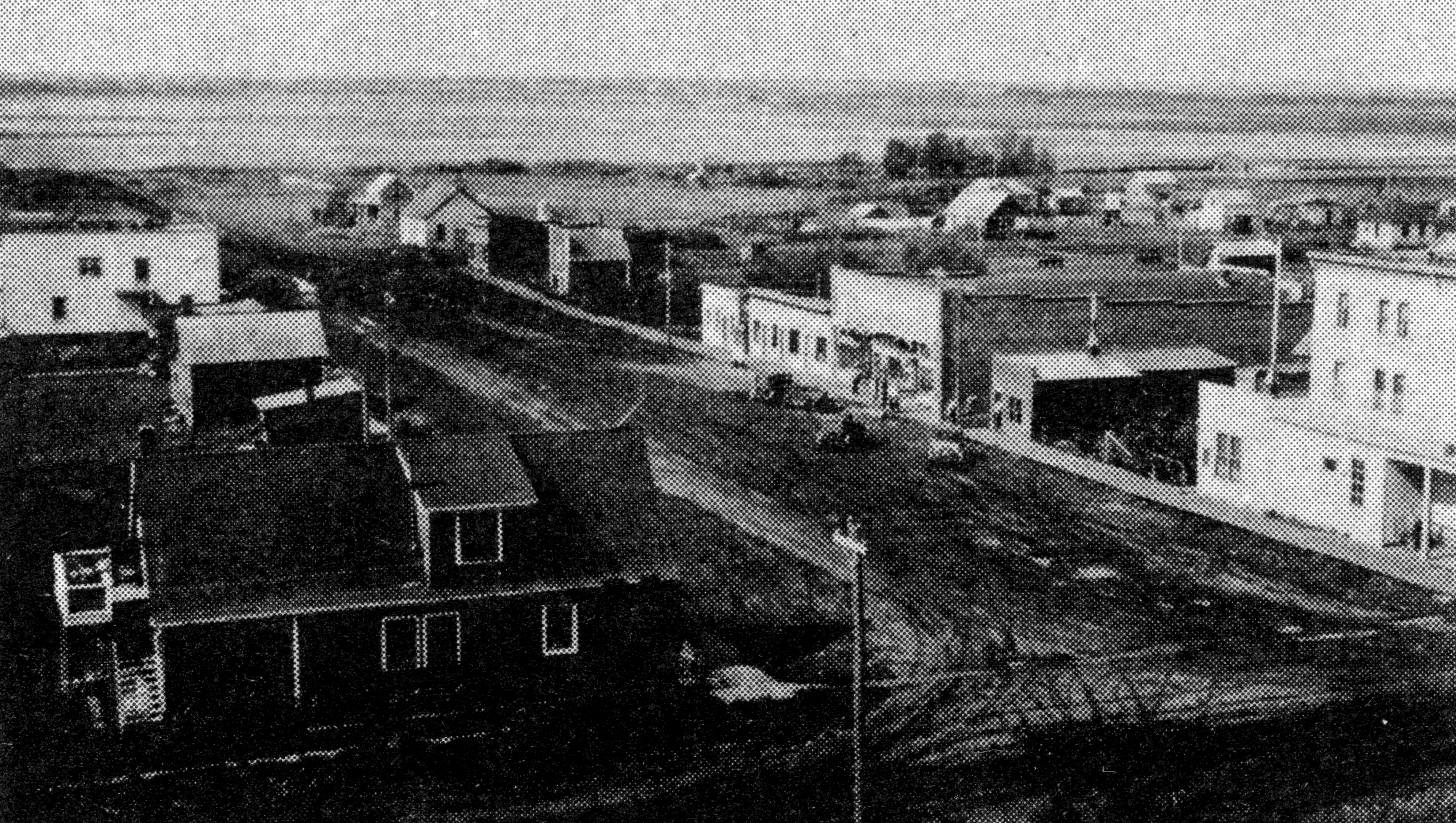
New Norway um 1915

Über die neu erbaute Canadian-Pacific-Railway-Linie kam die Familie des Norwegers Ole M. Olstadt 1892 nach Wetaskiwin, von wo aus sie nach Duhamel, einer kleinen Siedlung, weiterzogen. Südlich dieser richtete die Familie Gehöfte für sich selbst und Verwandte und Freunde aus den Vereinigten Staaten ein.
Nachdem das Gebiet einige Zeit den Namen Olstead District getragen hatte, wurde der Name mit der Ankunft weiterer – nicht nur norwegischer – Familien um 1895 in New Norway geändert. Im Jahre 1903 gab es in der Gemeinde eine Schule, ein Warenhaus und eine Schmiede.
Im Herbst 1909 musste die Stadt wegen des Baus einer neuen Bahnlinie um einige Kilometer "verschoben" werden. Ein Jahr später wurde der erste Dorfrat mit den Abgeordneten Norman Smith, James Willows und Evan Olstad gewählt.
Bis 2012 hatte New Norway den Status eines Dorfes (englisch Village), dann wurde es jedoch zum Weiler herabgestuft.

## Demografie
Die offizielle Volkszählung, der Census 2016, ergab für die Gemeinde eine Bevölkerungszahl von 320 Einwohnern, nachdem der Zensus im Jahr 2011 für die Gemeinde noch eine Bevölkerungszahl von 287 Einwohnern ergab. Die Bevölkerung nahm damit im Vergleich zum letzten Zensus im Jahr 2011 um 15,1 % zu und entwickelte sich damit deutlich stärker als der Provinzdurchschnitt, mit einer Bevölkerungszunahme um 11,6 %, entwickelt. Im Zensuszeitraum 2006 bis 2011 hatte die Einwohnerzahl in der Gemeinde deutlich entgegen der Entwicklung in der Provinz um 12,4 % abgenommen, während sie im Provinzdurchschnitt um 10,8 % zunahm.